# Cololejeunea tanneri
Cololejeunea tanneri là một loài Rêu trong họ Lejeuneaceae. Loài này được Pocs mô tả khoa học đầu tiên năm 1985.